# Niklaus Manuel

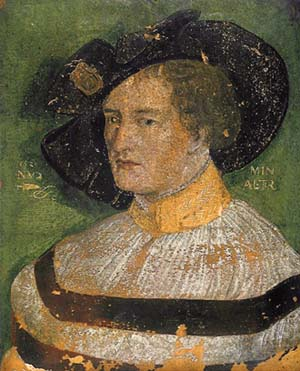
Selbstbildnis (1520)

Niklaus Manuel, genannt Deutsch (* wahrscheinlich 1484 in Bern; † 28. April 1530 in Bern), war ein Dichter, Maler, Graphiker, Holzschnittmeister, Reformator und Berner Staatsmann.

## Leben

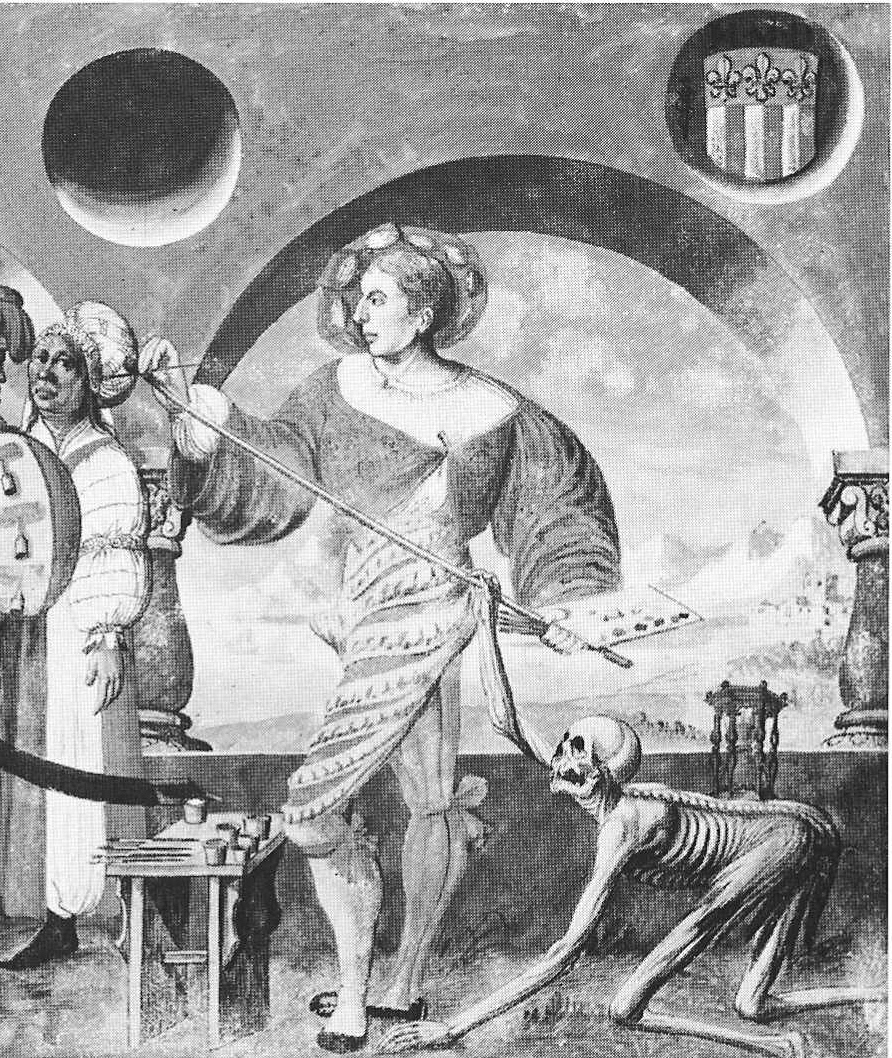
Der Tod holt den Maler, Selbstbildnis Niklaus Manuels am Schluss des Totentanzes. Kopie von Albrecht Kauw, 1649.

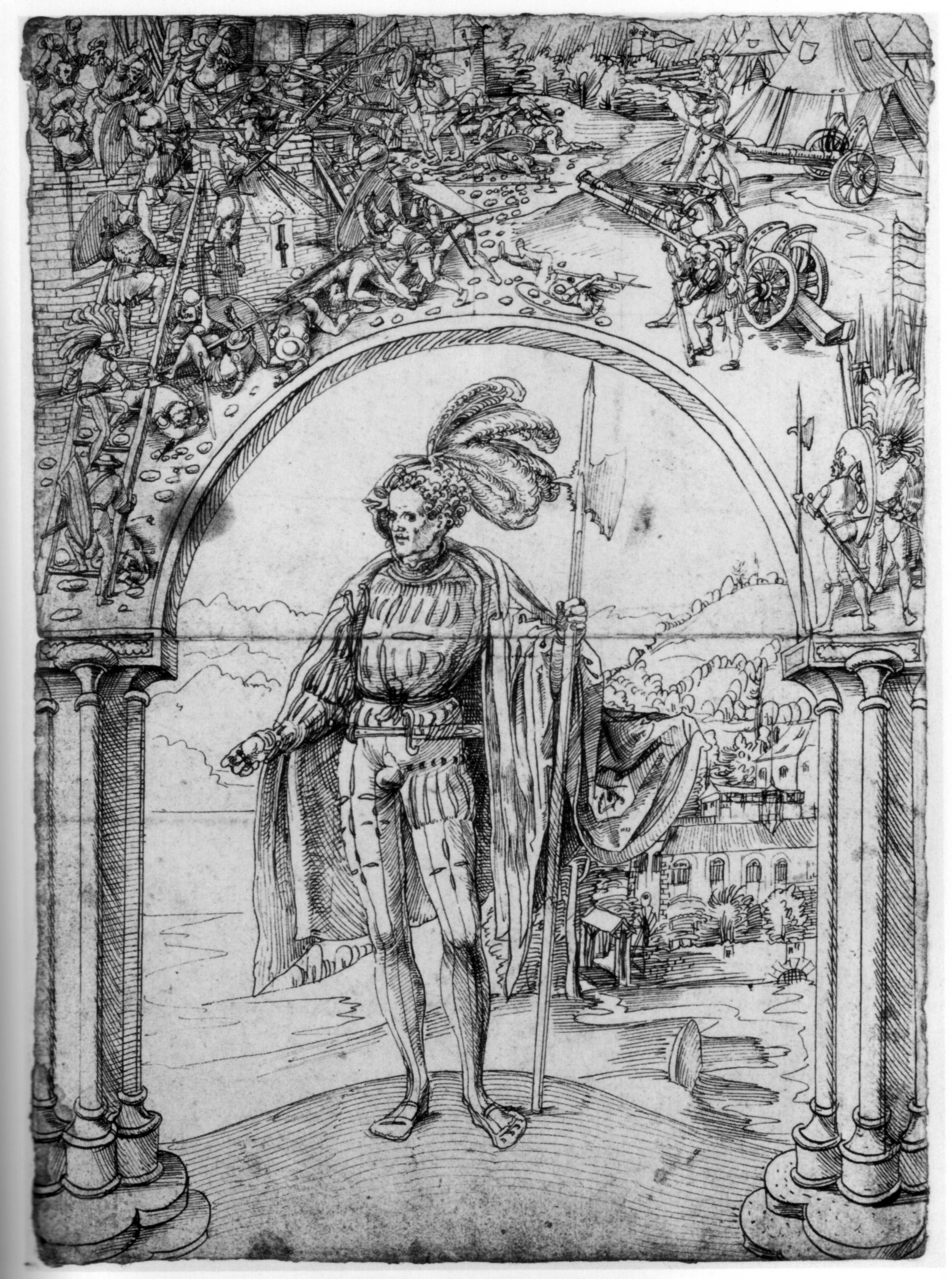
Eidgenosse unter einem Bogen mit dem Sturm auf die Festung Castellazzo, Federzeichnung, Bern

Gesicherte Daten über das Leben von Niklaus Manuel liegen erst ab 1509 vor, auch das Geburtsjahr wird erst in späteren glaubwürdigen Urkunden erwähnt. Vermutlich war er der Sohn des in Bern ansässigen Apothekers Emanuel de Alemanis (auch Allemanis) und der Margaretha Fricker (auch Frikart), einer ausserehelichen Tochter des aus Brugg stammenden Thüring Fricker, Stadtschreiber in Bern. Er gilt als Stammvater der Patrizierfamilie Manuel.
Über seine Jugend und Ausbildung ist nichts bekannt. 1509 heiratete er Katharina Frisching, die Tochter des Hans Frisching (I.), eines ehemaligen Landvogts von Erlach, Aarburg, Echallens und Nidau sowie Mitglieds des Kleinen Rates. Anlässlich der Hochzeit legte er den bis dahin getragenen Namen Aleman (auch Alleman) ab und nannte sich nur noch Niklaus Manuel. Signatur und Siegel Manuels tragen seit diesem Zeitpunkt die Initialen N M D, die anfangs getrennt und später ligiert und durch einen Dolch verbunden geschrieben wurden. Es wird allgemein angenommen, dass der Buchstabe «D» für die eingedeutschte Fassung des Namens Aleman steht. Aus der Ehe mit Katharina gingen sechs Kinder hervor:
1. Margaretha (* 1516)
2. Hieronymus (* 1520; † 1579)
3. Magdalena (* 1524)
4. Hans Rudolf (* 1525; † 1571), Maler, Zeichner, Holzschnitzer und Dichter
5. Johannes (* 1527)
6. Niklaus Manuel Deutsch d. J. (* 1528; † 1588), Glasmaler

Vor 1511 wurde Niklaus Manuel Mitglied des Grossen Rats in Bern. 1512 wurde er in die Gesellschaft zu Ober-Gerwern aufgenommen. Im Jahr 1513 wurde er in den Rechnungen der Stadt Bern erstmals offiziell als Maler geführt und erhielt nachweislich mehrere Aufträge. Im Folgejahr erwarb er das Haus Gerechtigkeitsgasse 72, welches bis ins 17. Jahrhundert in Familienbesitz verblieb.
1516 verdingte er sich als Reisläufer und nahm als Sekretär des Söldnerführers Albrecht vom Stein in französischem Dienst am Mailänderfeldzug teil. Zwischen 1516/17 begann er seinen berühmten Totentanz an die Mauer des Dominikanerklosters in Bern zu malen. Mit seiner Werkstatt bemalte er vor 1517 das Chorgewölbe des Berner Münsters mit den 86 Schlusssteinen. Es folgten zahlreiche weitere Werke. 1518 entstand die Holzschnittfolge Die kluge und die törichte Jungfrau. Gegen 1520 entstanden die letzten signierten Malereien.
In den Folgejahren widmete er sich verstärkt seinen literarischen Arbeiten. 1520 wurde er Venner zu Gerwern und bekleidete damit ein weiteres wichtiges Amt in seiner Heimatstadt.
Erfolgreich trat er für die Durchsetzung der Reformation in Bern ein. Seine drastischen antikatholischen Fasnachtsspiele fanden in der Bevölkerung starken Widerhall und sollen für die Sache der Reformation in Bern mehr getan haben als die Predigten von Berchtold Haller. Ähnlich wirkte sein Totentanz, der den Klerus nicht gerade schmeichelhaft darstellte. Niklaus Manuel gehörte zu den führenden Leuten der Reformation in Bern und bereiste in dieser Mission zahlreiche Schweizer Städte.
1522 verdingte sich Niklaus Manuel ein weiteres Mal als Feldschreiber bei Albrecht vom Stein und nahm an einem weiteren Kriegszug in die Lombardei teil. Bei Novara wurde er dabei an der Hand verwundet. Später nahm er auch noch an der Schlacht bei Bicocca teil. 1523 wurde er Landvogt von Erlach, Echallens und Nidau. 1526 war er als Deputierter kurzzeitig an der eidgenössischen Tagsatzung in Baden. Ab April 1528 wird er erstmals als Mitglied des Kleinen Rates von Bern geführt. Dieses Amt bekleidete er bis zu seinem Tode.

## Künstlerisches Wirken
In seiner Dramatik vereinigte Manuel das christliche geistliche Spiel mit Elementen des Fastnachtsspiels zu lebensnahen politisch aktuellen Stücken von künstlerischem Rang. Manche seiner Werke illustrierte er selbst. Eine Gesamtausgabe seiner Dramen besorgte Jakob Baechtold 1878.
Als Maler und Holzschnittkünstler war er von der italienischen Renaissance und Albrecht Dürer beeinflusst. Neben Holbein war er der bedeutendste Vertreter der Renaissancemalerei auf Schweizer Boden. Er schuf Entwürfe für Goldschmiedearbeiten, Altarbilder, Porträts und andere Gemälde. Seine farbenstarken und linear bewegten Bilder stellten meist mythologische oder biblische Szenen dar, als Glasmaler stand er unter dem Einfluss von Hans Baldung. Das berühmteste seiner Werke war der 1516/17 bis 1519/20 entstandene Berner Totentanz auf der südlichen, mehr als hundert Meter langen Kirchhofmauer des Berner Dominikanerklosters, das 1660 beim Abbruch der Mauer zerstört wurde.
Nachdem der Münsterbaumeister Peter Pfister 1515/17 das neue Netzgewölbe im Chor des Berner Münsters eingezogen hatte, wurden von Manuel und seinen Gesellen die Spickel mit Ornamenten ausgemalt. Die Maureskenmalerei der Gewölbekappen wurde ohne Vorzeichnung oder Schablonen freihändig aufgetragen. Bei der jüngsten Restaurierung 2015 bis 2017 wurden der Untergrund und die originalen Farben gereinigt und gesichert.
Ein Attika-Standbild Niklaus Manuels steht an der Fassade des Hauptgebäudes der Berner Kantonalbank, an seinem Wohnhaus Gerechtigkeitsgasse 72 wurde eine Gedenktafel angebracht.

## Kunstwerke

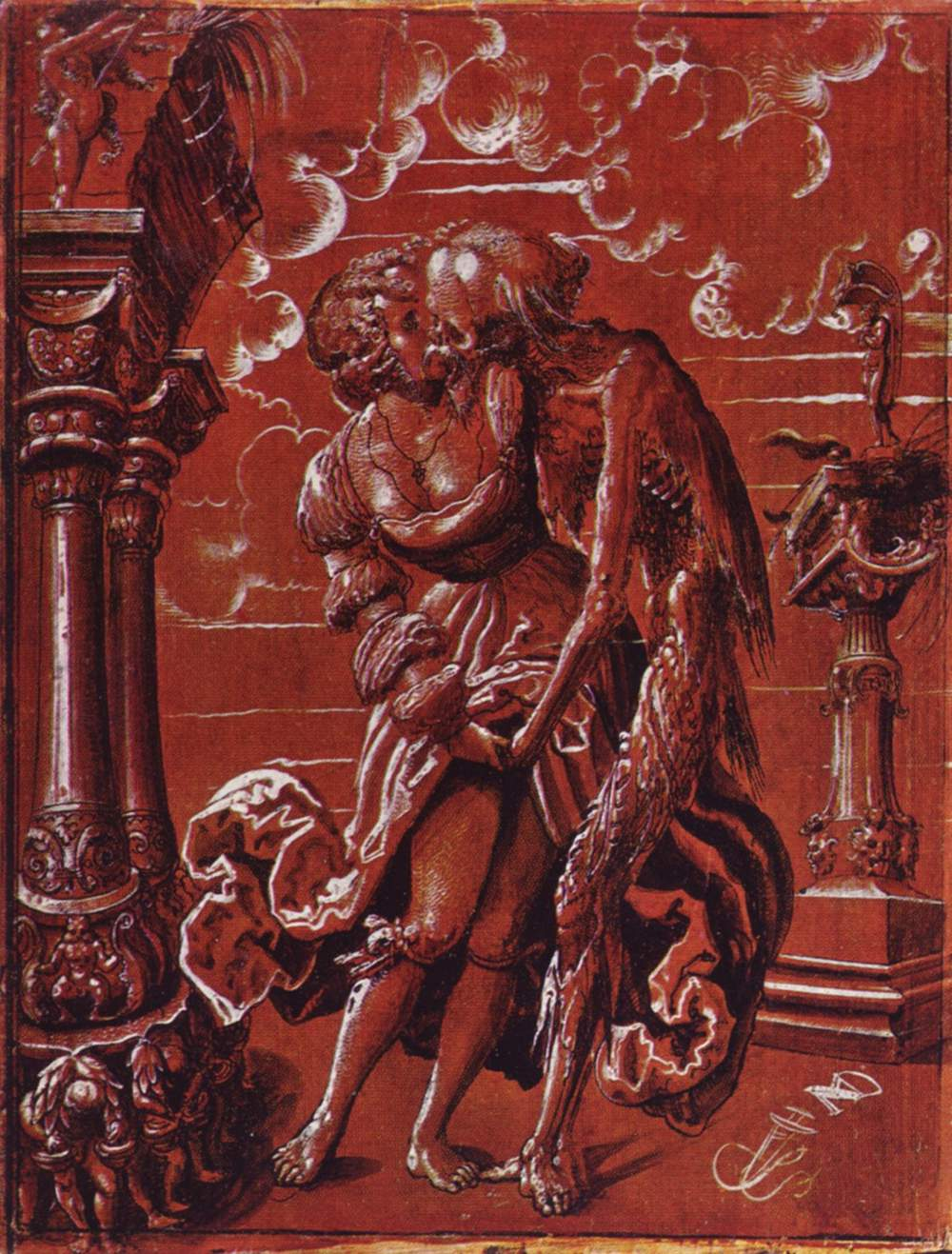
Der Tod als Landsknecht umarmt ein Mädchen, Basel

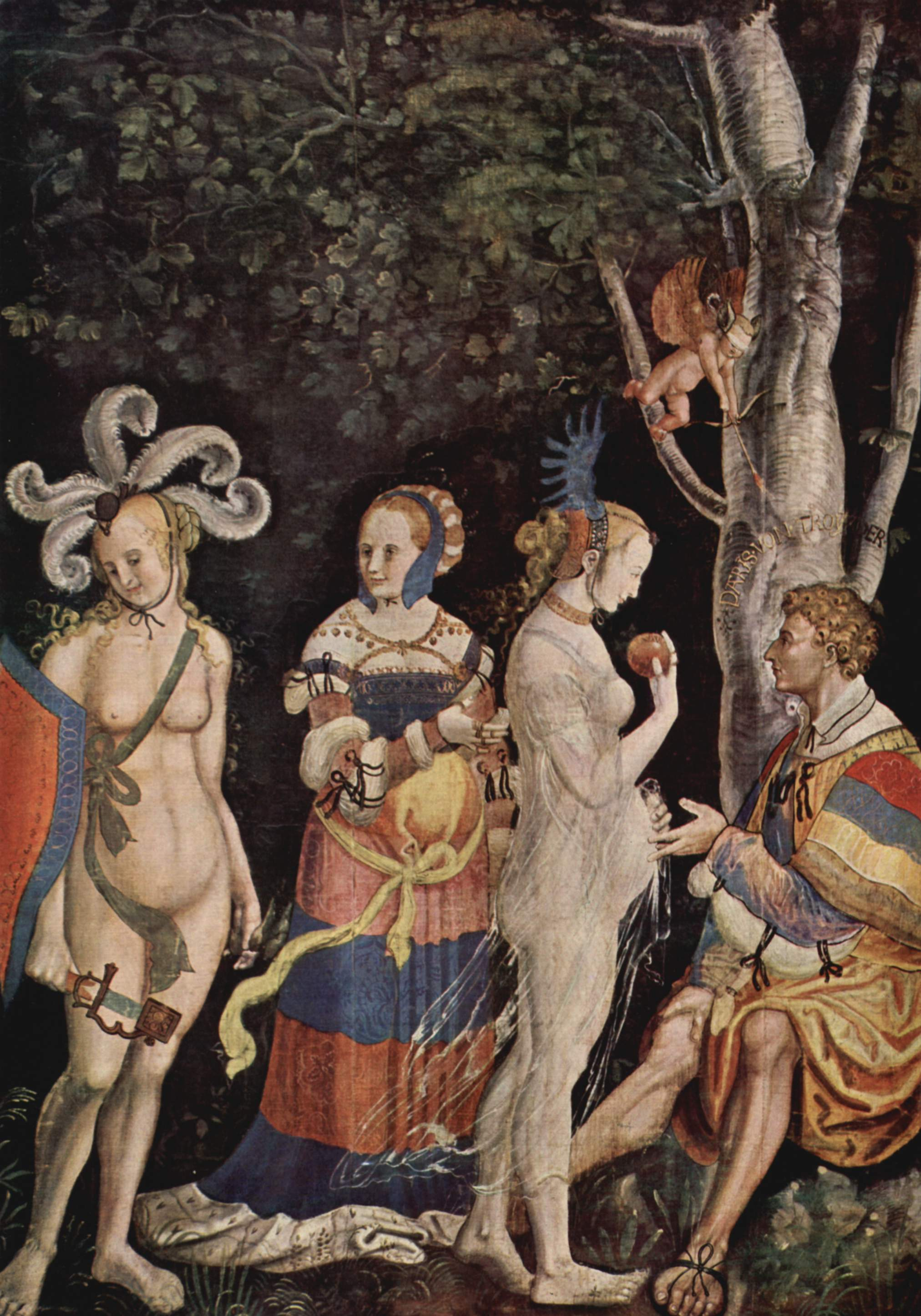
Das Urteil des Paris, Basel

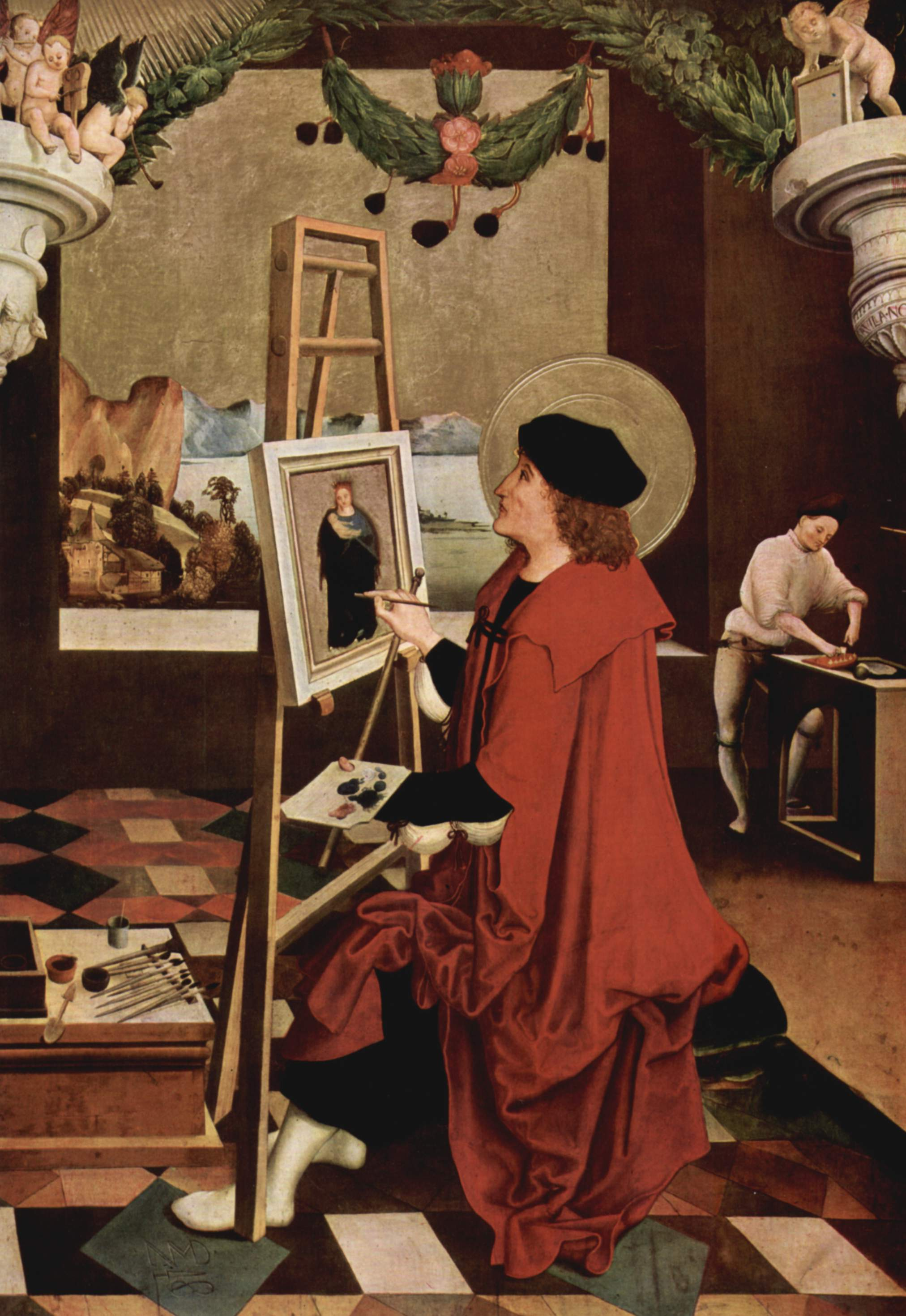
Der heilige Lukas malt die Madonna, Bern

### Ausgewählte Gemälde
- Basel, Öffentliche Kunstsammlung
  - Pyramus und Thisbe, um 1513/14
  - Die heilige Anna Selbdritt mit den heiligen Jakobus und Rochus als Fürbitter für die von der Pest geplagte Menschheit, um 1514/15
  - Die Enthauptung des heiligen Johannes des Täufers, um 1517
  - Beidseitig bemalte Tafel. 1517
    - Vorderseite: Der Tod als Landsknecht umarmt ein Mädchen
    - Rückseite: Bathseba im Bade

  - Lukretia. 1517
  - Das Urteil des Paris, um 1517/18
- Bern, Kunstmuseum
  - Zwei Flügel eines Altars der heiligen Anna. 1515
    - Linker Flügel (aussen): Der heilige Eligius in seiner Werkstatt
    - Linker Flügel (innen – abgetrennt): Die Begegnung an der Goldenen Pforte
    - Rechter Flügel (aussen): Der heilige Lukas malt die Madonna
    - Rechter Flügel (innen): Die Geburt Mariae

  - Bildnis eines Mannes, um 1515
  - Das Martyrium der heiligen Ursula, um 1515/16
  - Die Enthauptung des heiligen Johannes des Täufers, um 1515/16
  - Zwei Flügel eines Altars der heiligen Katharina, um 1516
    - Beide Flügel (aussen): Die Marter der zehntausend Christen
    - Linker Flügel (innen): Der heilige Achatius
    - Rechter Flügel (innen): Die heilige Barbara

  - Die Bekehrung des Saulus, um 1516/17
  - Beidseitig bemalte Tafel, um 1516–1520
    - Vorderseite: Die Anbetung der Könige
    - Rückseite: Die Aussendung der Apostel (nur noch fragmentarisch erhalten)

  - Zwei Flügel eines Altars des heiligen Antonius Eremita. 1520
    - Linker Flügel (aussen): Die Versuchung des heiligen Antonius durch eine Frau
    - Linker Flügel (innen – abgetrennt): Der heilige Antonius heilt Kranke und Besessene
    - Rechter Flügel (aussen): Die Versuchung des heiligen Antonius durch die Dämonen
    - Rechter Flügel (innen): Die heiligen Eremiten Antonius und Paulus in der Wüste

  - Bildnis eines Ritters vom Heiligen Grab. 1520
  - Selbstbildnis. 1520
- Winterthur, Sammlung Oskar Reinhart
  - Flügel eines Marienaltars. 1515
    - Linker Flügel (aussen): Der heilige Eligius als Goldschmied
    - Linker Flügel (innen ): Die Begegnung an der Goldenen Pforte

### Ausgewählte Zeichnungen
- Basel, Öffentliche Kunstsammlung

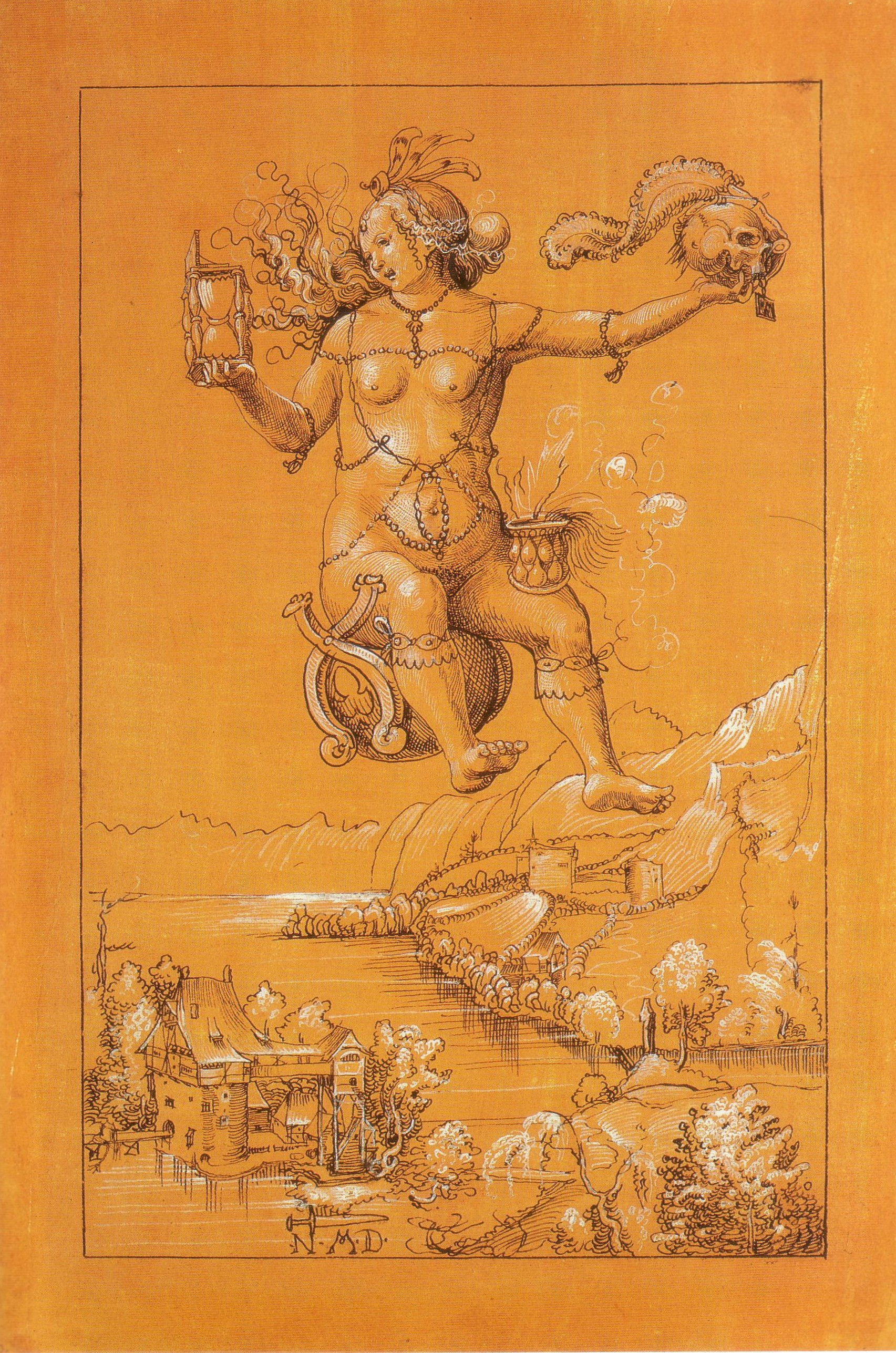
Hexe. Federzeichnung, Basel

  - Scheibenriss mit von einer Frau gehaltenem Wappen Hattstadts vor einer Landschaft mit Burg sowie kämpfenden wilden Männern und ihre Kinder pflegenden wilden Frauen, um 1508–1512
  - Die Versuchung des heiligen Antonius
- Berlin, Kupferstichkabinett
  - Felseninsel, um 1510–1515
  - Stehende Hexe, um 1518
- Dessau, Anhaltische Gemäldegalerie
  - Bildnis einer jungen Frau, um 1528–1530
  - Bildnis eines jungen Mannes, um 1528–1530
- Los Angeles, J. Paul Getty Museum
  - Die Verspottung Christi, um 1513/14
- New York, Frick Collection
  - Landsknecht mit Fahne und reitende Frau, um 1522
- Paris, Musée National du Louvre
  - Allegorie des Todes

## Literarisches Werk

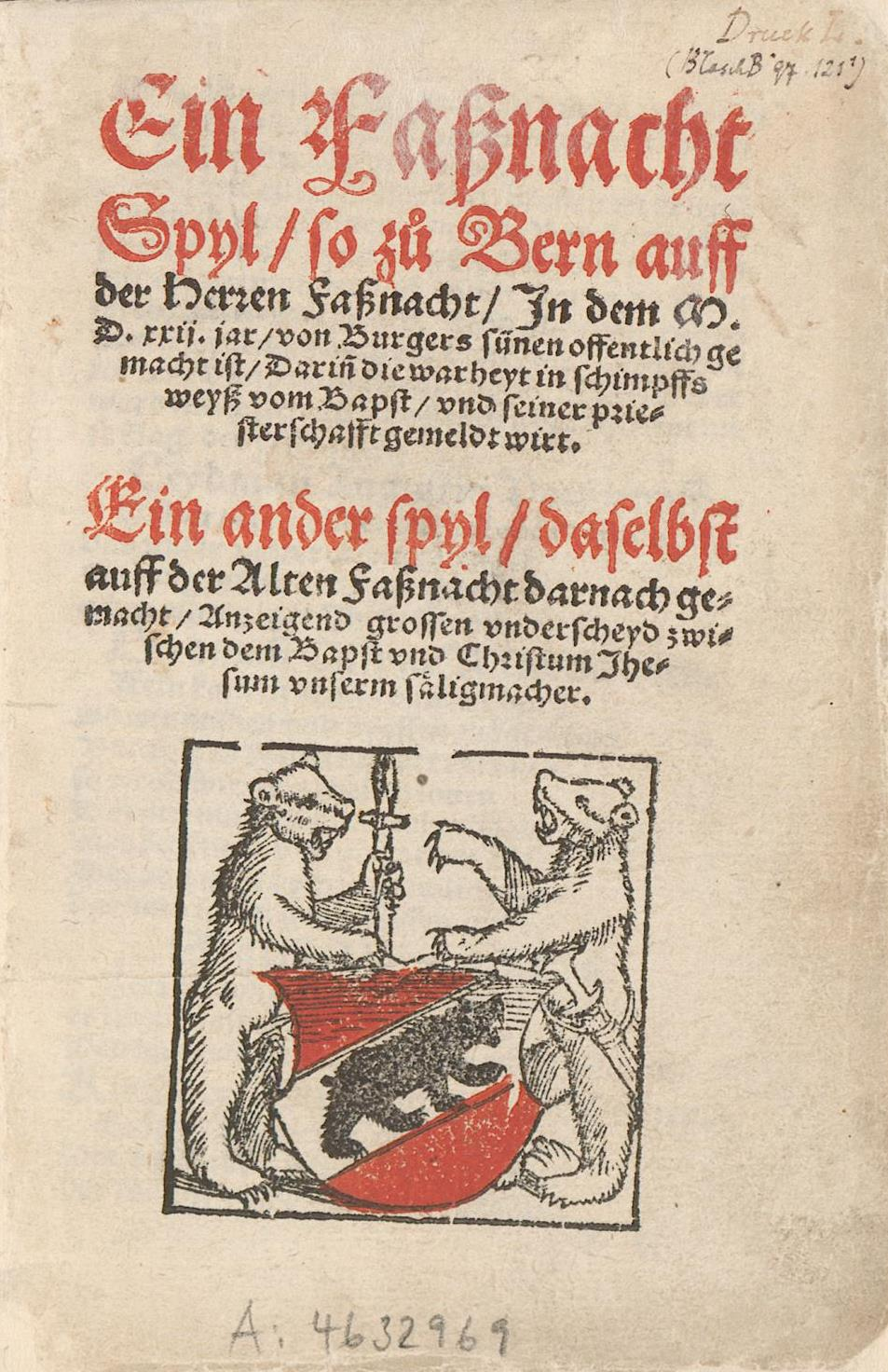
Ein Fassnacht-Spyl so zu Bern 1522 gemacht (Titelblatt)

- Vom Papst und Christi Gegensatz, 1522 (Drama)
- Ein hübsch neu Lied und Verantwortung des Sturms halb beschehen zu Pigogga, 1524
- Vom Papst und seiner Priesterschaft, 1524 (Schauspiel)
- Der Ablasskrämer, 1525 (Schauspiel)
- Barbali, 1526
- Fabers und Eggen Badenfahrt, 1526 (Gedichte)
- Krankheit und Testament der Messe, 1528 (Satire)
- Ein neu hübsch Spiel von Elsli Tragdenknaben, 1529

## Trivia
Die Manuelstrasse in Bern ist seit 1900 nach Niklaus Manuel benannt.
 Die von Hans Frei gestaltete Bernische Reformationsmedaille von 1928 zum 400. Jubiläum der Berner Disputation zeigt avers ein Porträt von Niklaus Manuel mit dem umlaufenden Satz 'N. MANVEL PRAEC. DISPVT. BERN'.